# Rue Germaine-Krull
La rue Germaine-Krull est une voie nouvelle du 13e arrondissement de Paris située dans le quartier de la Maison-Blanche, près de la Porte d'Italie.

## Situation et accès

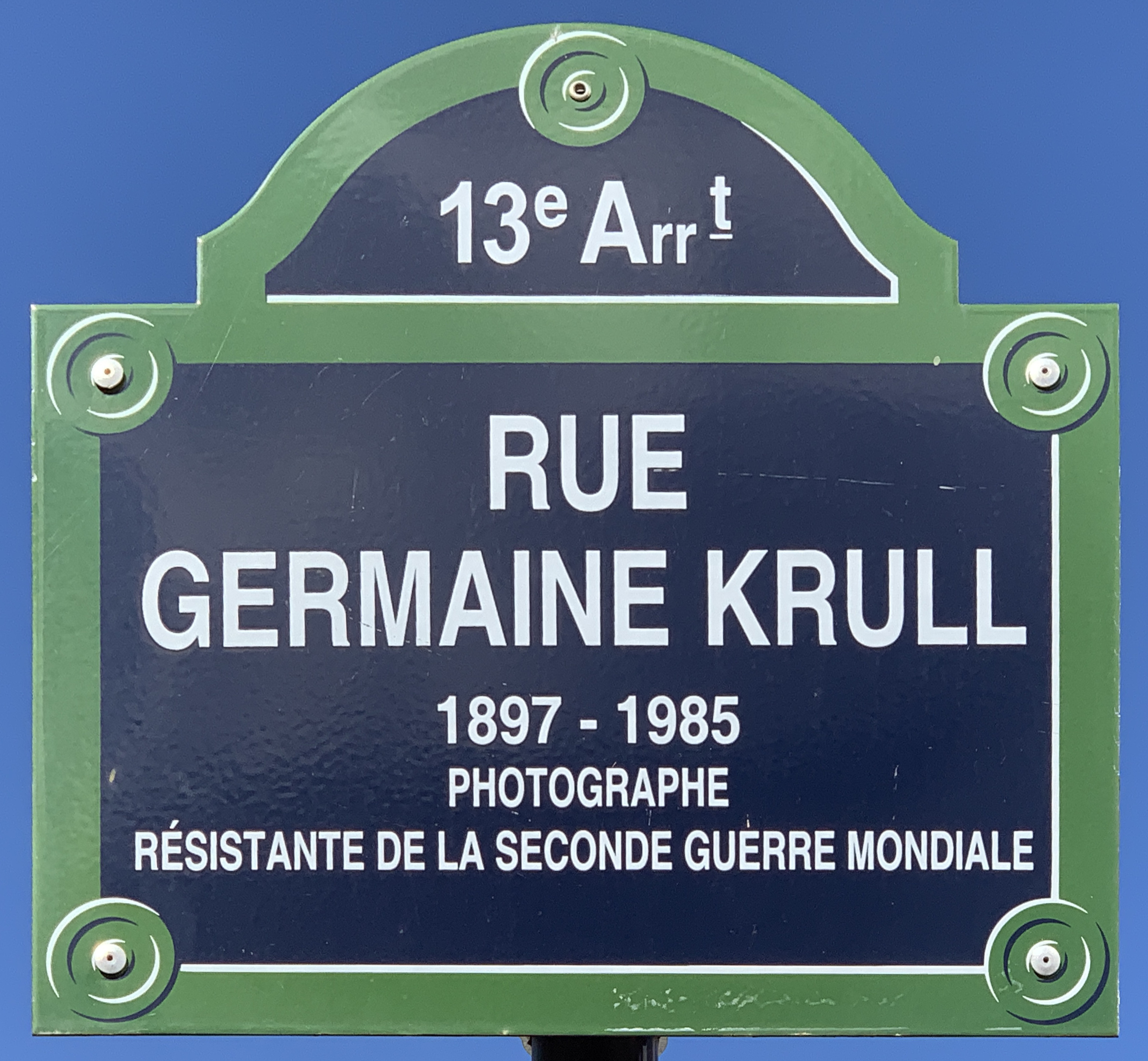
Plaque de la rue.

La rue Germaine-Krull est desservie à proximité par la ligne 7 à la station Porte d'Italie et par la ligne 3a du tramway d'Île-de-France à la station Porte d'Italie}.
Elle sera prochainement desservie également par la ligne 14 à la station Maison Blanche.

## Origine du nom
Elle porte le nom de la photographe et résistante Germaine Krull (1897-1985).

## Historique
La voie a été créée lors des travaux de la ZAC Paul Bourget, elle a été nommée sous le nom provisoire de « voie GU/13 », avant de prendre sa dénomination actuelle au Conseil du 13e arrondissement et du Conseil de Paris, en février 2020. 
Toujours en cours d'aménagement, elle accueillera progressivement les habitants dans les années à venir. La rue Gerda-Taro et le jardin Laure-Albin-Guillot compléteront à terme le nouveau quartier situé entre l'avenue de la Porte-d'Italie et le Parc Kellermann.

## Bâtiments remarquables et lieux de mémoire
- Le parc Kellermann
- La porte d'Italie